# Johannes van Keulen (cartograaf)

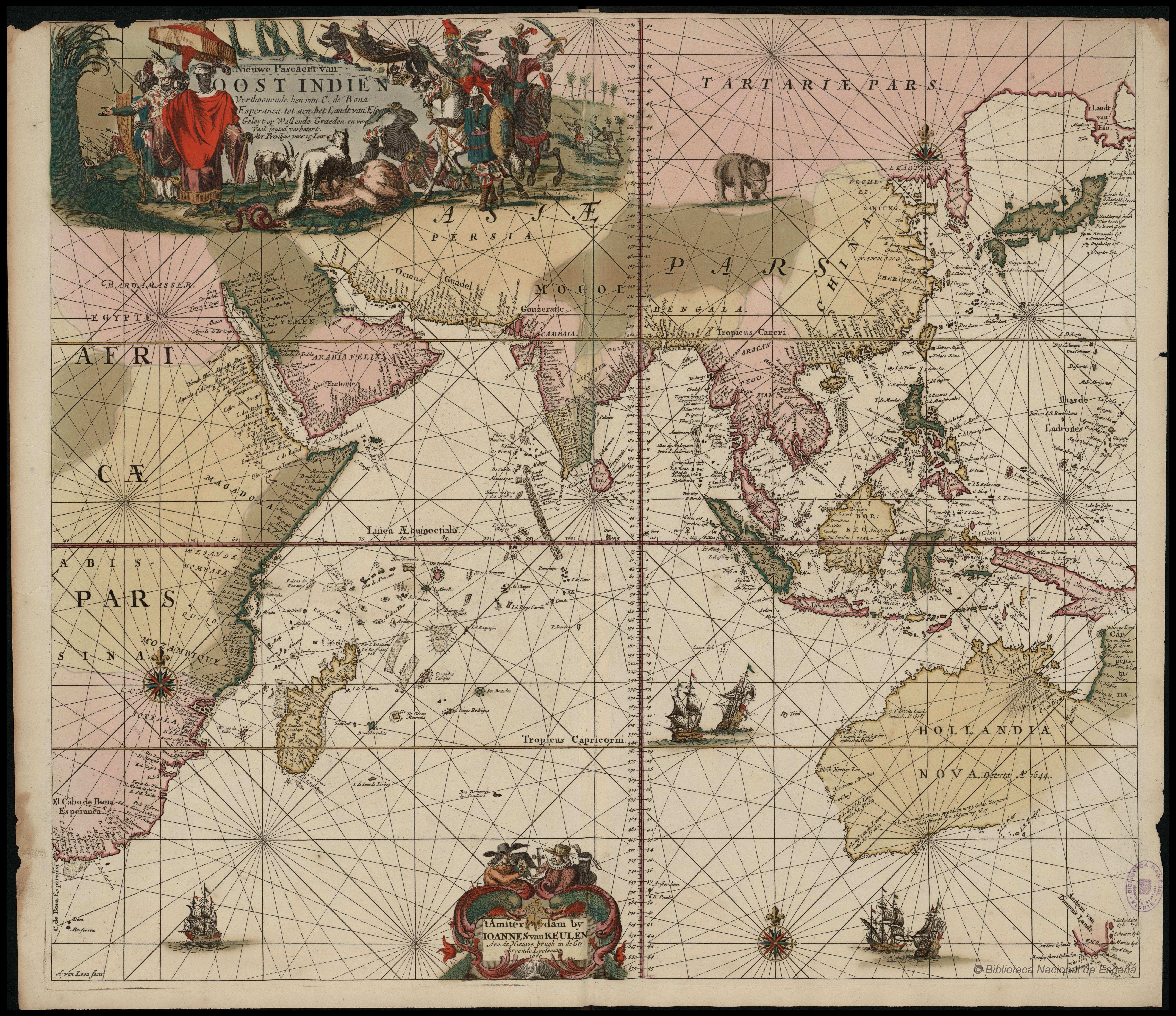
Nieuwe Pascaert van Oost-Indië (1680)

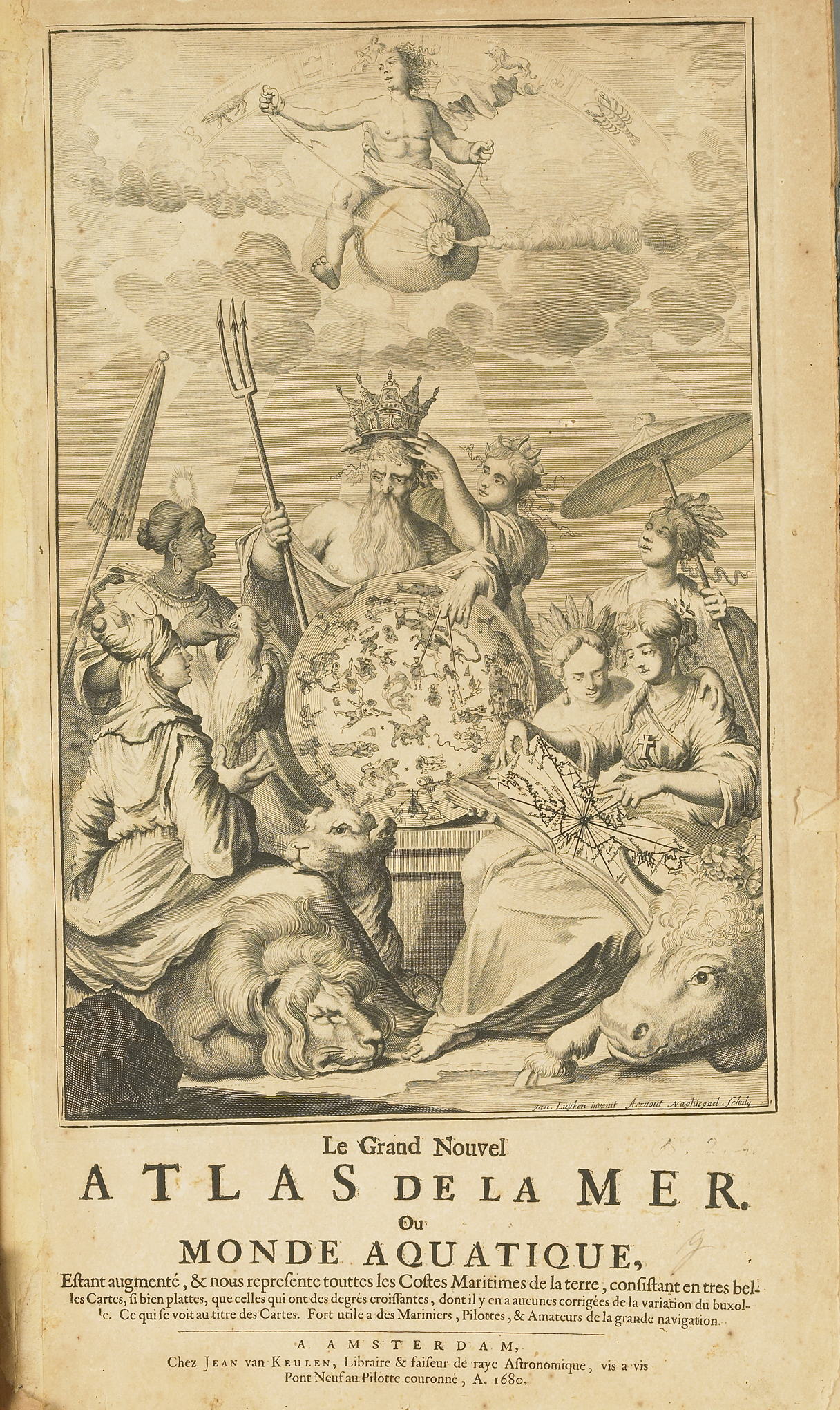
Titelpagina (1680)

Johannes van Keulen, (ook: Joannes) (Deventer, 1654 – Amsterdam, 1715) was een Nederlandse uitgever, boekverkoper en instrumentmaker en algemeen bekend als cartograaf.
Hij publiceerde voornamelijk atlassen met zeekaarten, de Lichtende Zee-Fakkel, die tot 1790 in diverse talen herdrukt werden. Johannes stond aan het begin van een geslacht van cartografen dat tot laat in de 19e eeuw productief en toonaangevend was.

## Biografie
Johannes van Keulen was de zoon van een horologiemaker (instrument voor tijdsbepaling op zee, gebaseerd op het werk van Christiaan Huygens'  Horologium Oscillatorium sive de motu pendulorum (1673)), Van Ceulen uit Amsterdam. In 1678 trouwde hij en werd zijn zoon geboren, Gerard van Keulen. Bij zijn ondertrouw met Louysje Laurend Coerte, 22 april 1678, woonde hij in de Warmoesstraat (huidig nummer 6). Op 22 augustus van dat jaar werd hij ingeschreven bij het boekverkopersgilde. In 1679 was hij gevestigd aan de oostzijde van de Nieuwe Brug. Het huis noemde hij: In de Gekroonde Lootsman.
Op zijn kaarten noemt hij zich Boek & Zee-kaartverkoper, later ook Graden-boogh Maker. In 1680 kreeg hij een patent, ook wel privilege genoemd, van de Staten van Holland en West-Friesland om zee-atlassen en scheepsgidsen te mogen drukken. Deze gidsen bevatten naast kaarten en kustprofielen ook reisbeschrijvingen die door zeelieden werden gebruikt voor navigatie. Het patent was bedoeld ter bescherming van het illegaal kopiëren van de geproduceerde boeken en kaarten. Vooral voor atlassen was dit belangrijk daar de productie hiervan erg duur was. Het privilege gold echter alleen voor de streek waarin die verleend werd. Zo kon men bijvoorbeeld in Middelburg naar hartenlust kopieën op de markt brengen. In 1680 verscheen de eerste atlas: De Zee-Atlas ofte Waterwerelt. Ook als Franstalige uitgave: Le Grand Nouvel Atlas de la Mer &c. Dit was nog een redelijk bescheiden werk met zo'n 40 kaarten.

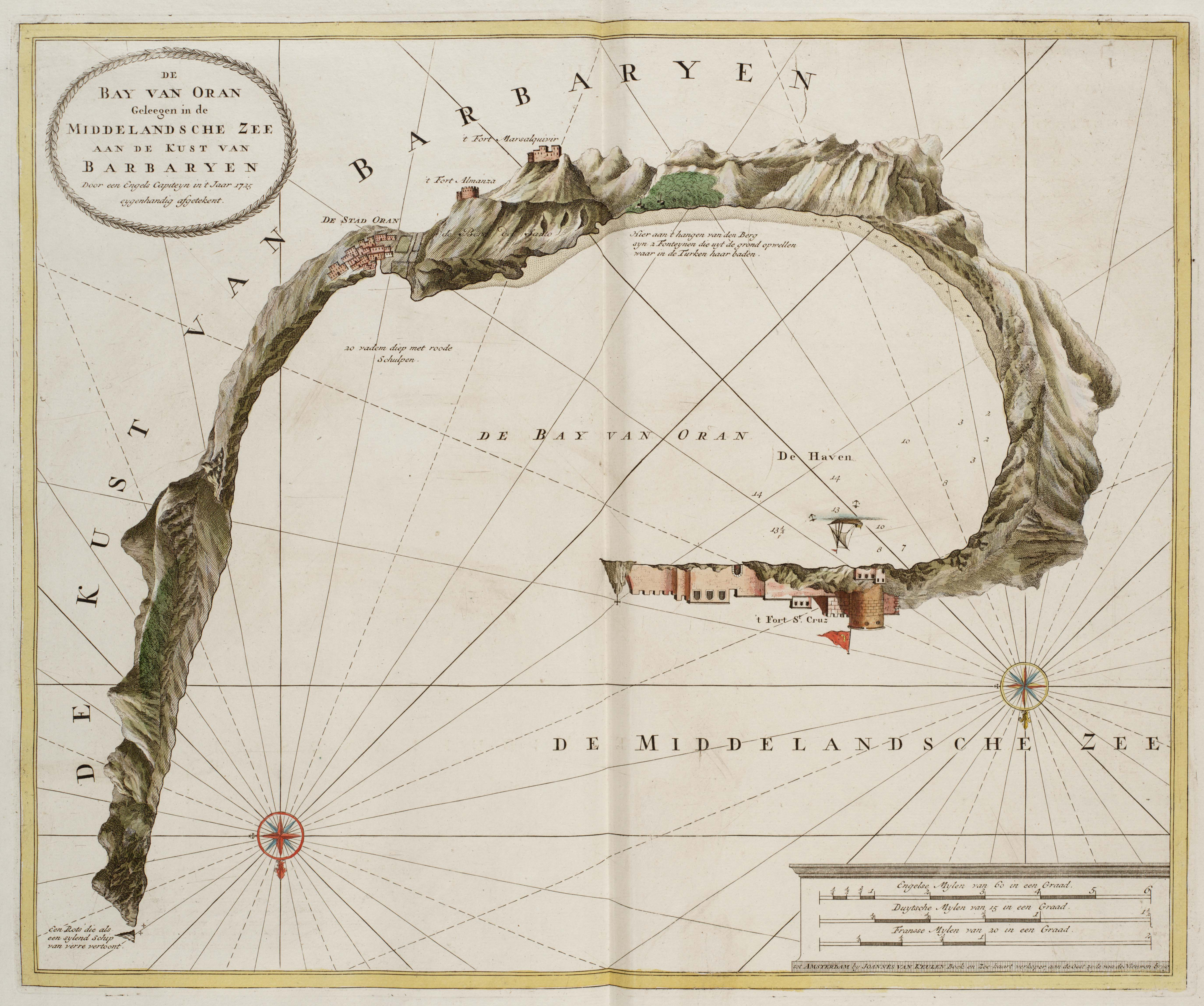
De bocht van Oran (1725)

Van Keulen verkreeg in september 1682 het octrooi op Het alleen te mogen maecken van globen en spheren, als hebbende aangekocht van de erwen van Joan Blaeu alle de platen, gereetschapp. en instrum. van de globen en spheren ende platen by den brand in de druckery beschaedigt, gerepareert en vernieuwt. Hierdoor kon hij teruggrijpen op het werk van Willem Blaeu door koperplaten uit diens werkplaats, die in zijn bezit waren gekomen, opnieuw te bewerken.
Van Keulen miste zelf expertise en sloot al snel een overeenkomst met de cartograaf, wiskundige en onderwijzer van stuurlieden Claes Jansz Vooght. Samen produceerden ze in 1681 de Nieuwe Lichtende Zee-Fakkel; een vijf delen tellende atlas waarin Vooght eigen kaarten en die van Johannes van Loon samenvatte.
De atlas werd samengesteld volgens de toen geldende norm: in deel één de Noord en Oostvaart, in deel twee de Westerse vaart (allebei vanaf 1681) en in deel drie de vaart op de Middellandse Zee (vanaf 1682). Deel vier (vanaf 1684) en deel vijf (vreemd genoeg al vanaf 1683) behandelden het Afrikaanse en Amerikaanse gedeelte. De kaarten uit die begintijd vallen op door de bijzonder uitgewerkte cartouches en fraai geïllustreerde titelpagina's van Jan Luyken. Later werd er, naar Franse invloed, een steeds soberder kaartbeeld gebruikt. Er kwam ook nog steeds een atlas uit onder de simpeler naam: Zee-Atlas.
Omdat kaarten betreffende de vaart op Indië door de VOC nog niet in de openbaarheid mochten worden gebracht ontbraken deze. Uitgezonderd waren een algemene kaart van Oost Indië en een van Ceylon. Op 24 maart 1697 nam Van Keulen het octrooi over van Hendrick Doncker van 1683 op het drukken van ’t Vergulde Licht der Zeevaert. In 1699 werd na het overlijden van de kaartenmaker Hendrick Doncker zijn voorraad aan de inventaris van de firma van Keulen toegevoegd. De vijf delen verschenen tot ver in de 18e eeuw en bevatten tot meer dan honderddertig nieuwe kaarten. Het zou tot 1753 duren voordat de firma toestemming kreeg een deel uit te geven over de vaart op de Oost. Dit had waarschijnlijk te maken met het feit dat Johannes (II) in 1744 tot VOC-kaartenmaker werd benoemd. Opmerkelijk is wel dat er zich in verscheidene Zuid-Europese bibliotheken exemplaren van de, inmiddels zesdelige, atlas bevinden met een vrij uitgebreide sectie Indië en omgeving, die volgens de titelpagina's rond 1725 uitgegeven waren. Het zesde deel wijkt wel af van de voorgaande. Ze bevat alleen kaarten, geen beschrijvingen en kustprofielen. Ook zijn er veel kaarten van andere auteurs in opgenomen, bijvoorbeeld van Doncker, Goos, Mortier, Ottens, Valk & Schenk, Vinckeboons en de Weduwe Visser.

## Kaarten

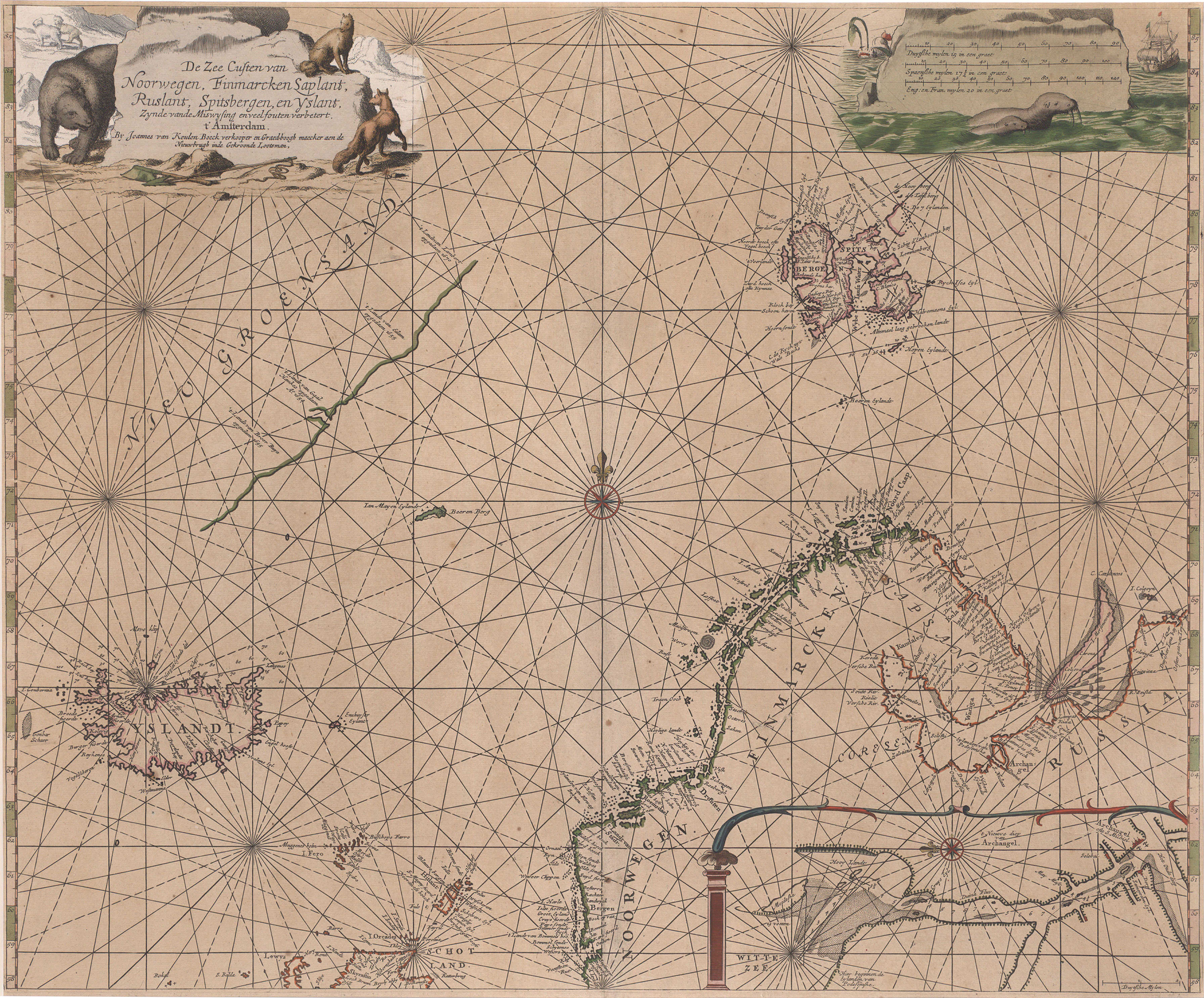
1679 Noordelijke IJszee
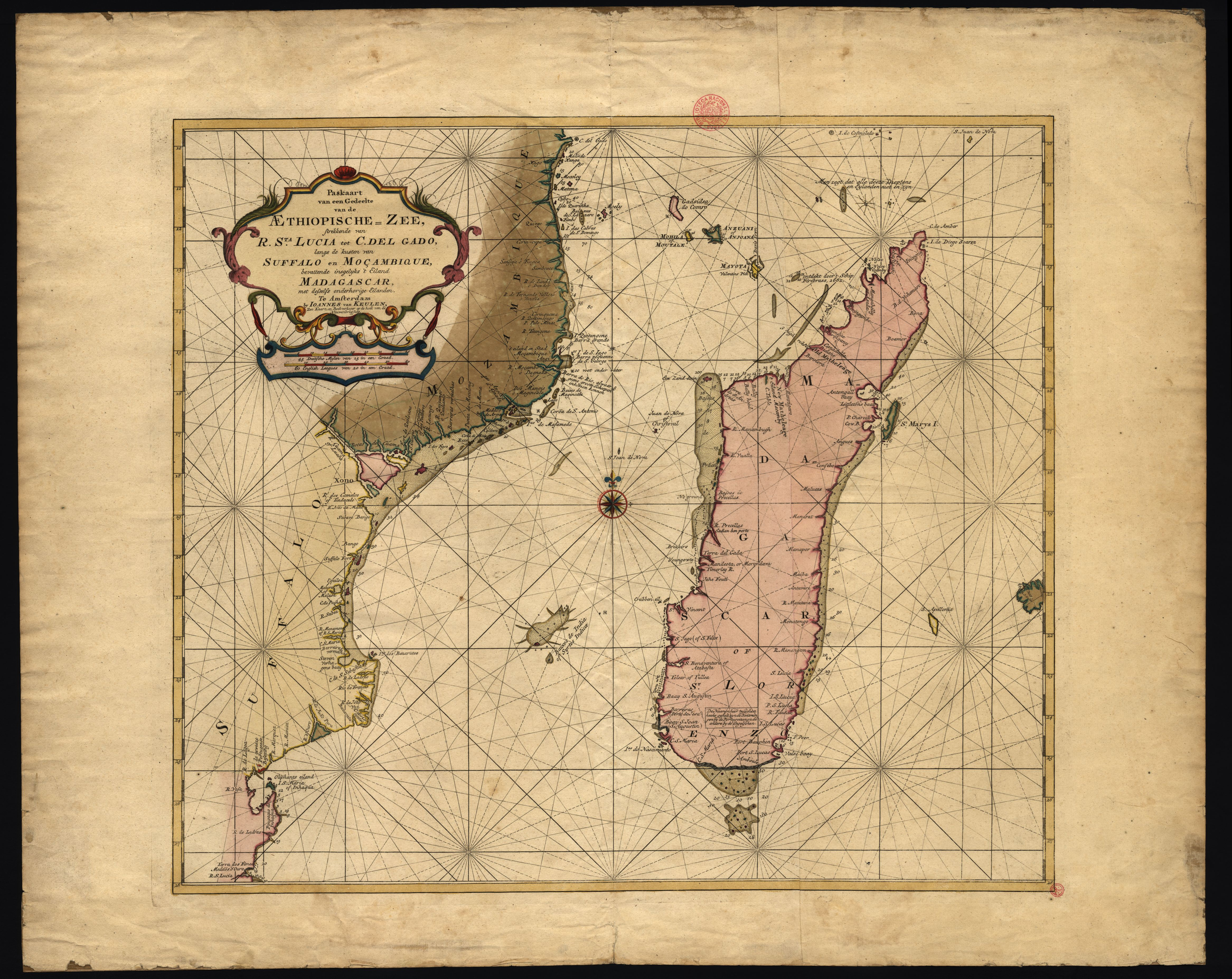
1679 Ethiopische Zee
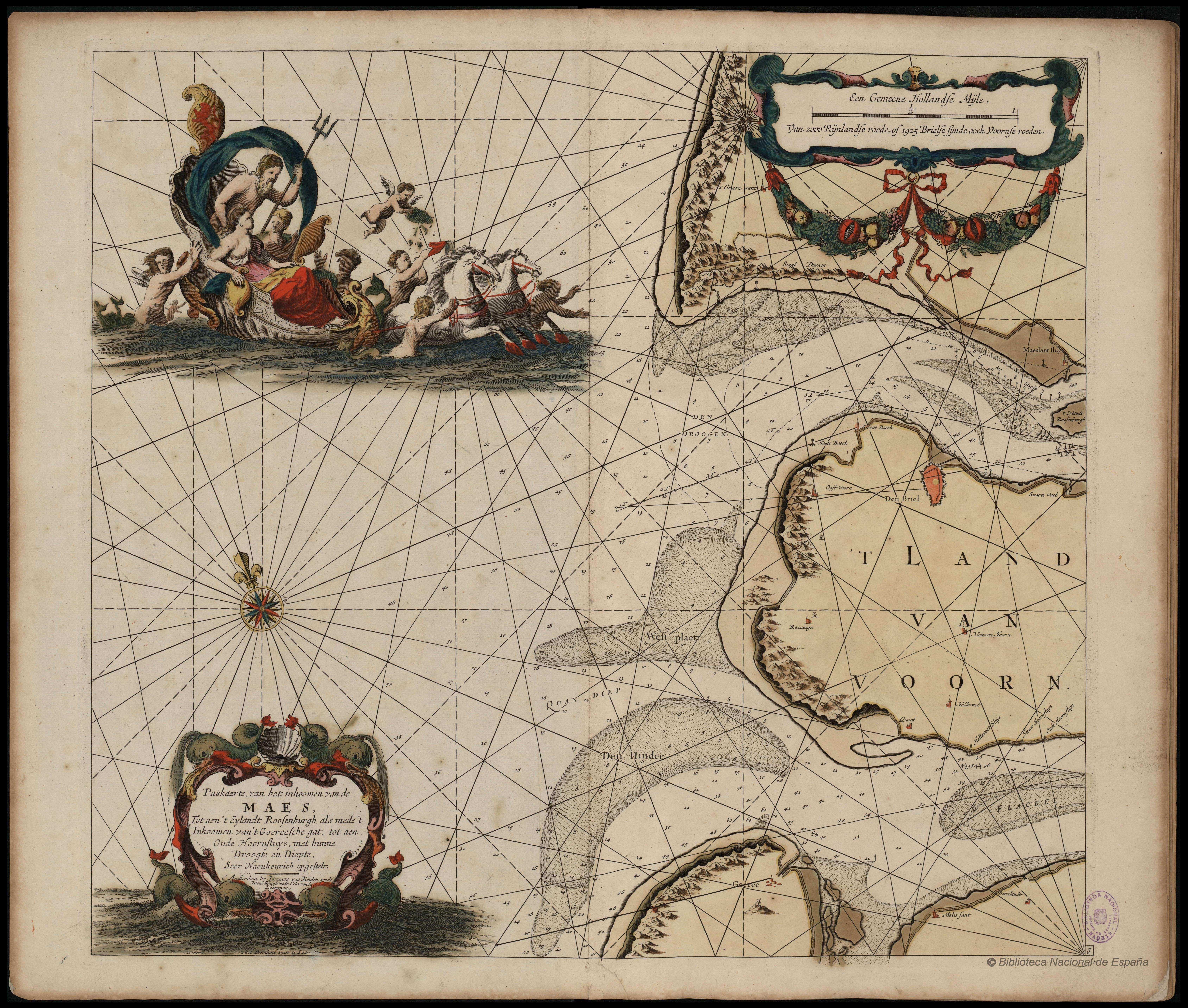
1699 Maasmonding
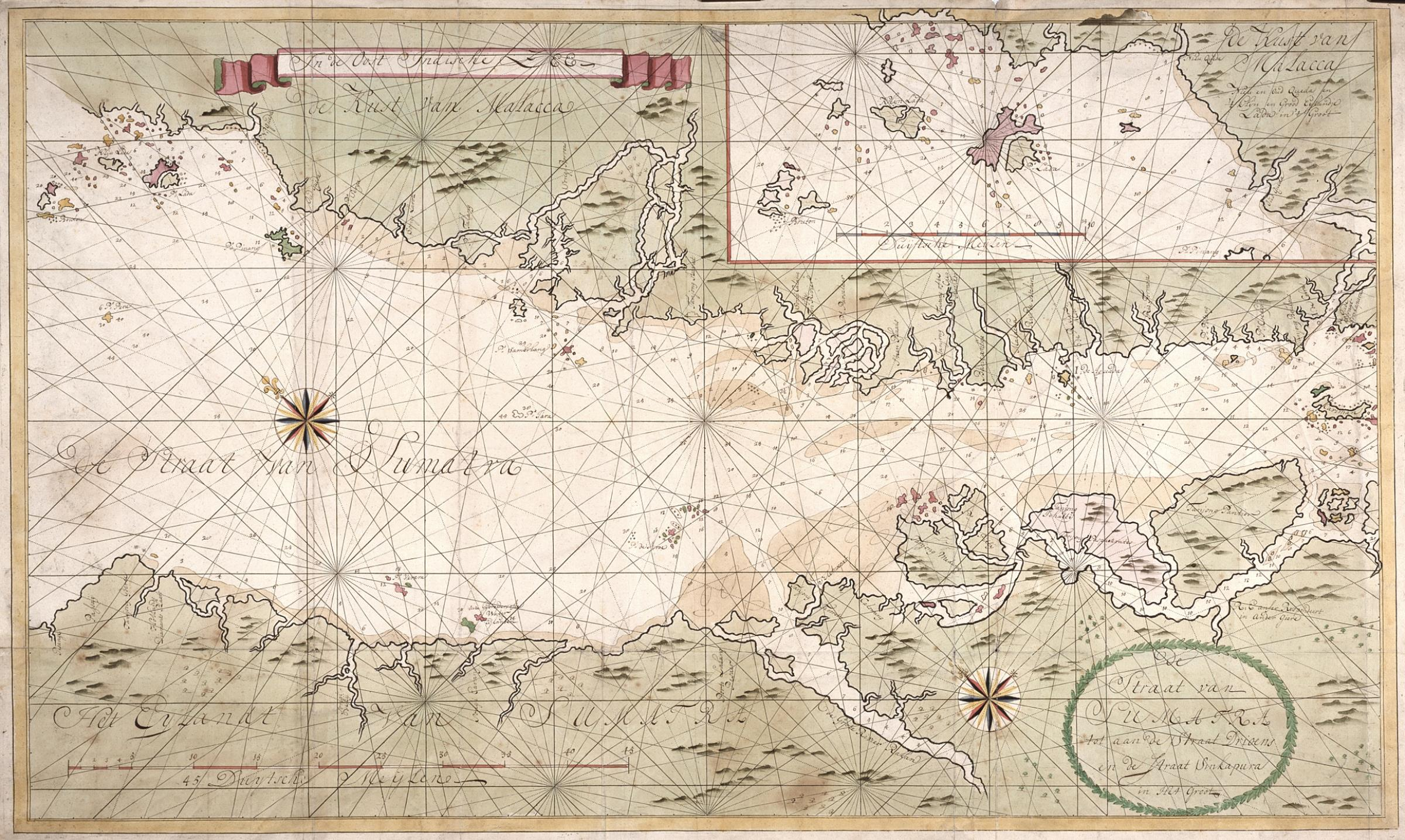
1704 Straat van Sumatra
1706 Rivier de Dwina of Archangel

## Nakomelingen
Van Keulens werk werd voortgezet door zijn zoon, Gerard van Keulen (1678-1726). Zijn kleinzoon, Johannes II van Keulen (1704-1755), was degene die deel 6 van de atlas met kaarten van de Aziatische wateren publiceerde. Achterkleinzoon Gerard Hulst van Keulen (1733-1801) hield zich bezig met de laatste versie van de Zee-Fakkel. Vanaf 1801 werd het bedrijf achtereenvolgens geleid door Jacob Staats Boonen, Jacob Swart senior en junior. In deze periode werd de naam van Van Keulen nog steeds gebruikt: Wed. G. Hulst van Keulen. In 1885 werd het bedrijf definitief opgeheven.
- Biblioteca Nacional de España: XX1482495
- Bibliothèque nationale de France: cb15342376r (data)
- Biografisch Portaal: 67355829
- Digitale Bibliotheek voor de Nederlandse Letteren: keul027
- Stuttgart Database of Scientific Illustrators 1450–1950: 2358
- Gemeinsame Normdatei: 129000817
- International Standard Name Identifier: 0000 0000 7975 6716
- Library of Congress Control Number: no2008098027
- Nationale bibliotheek van Australië: 35983982
- Nationale Bibliotheek van Israël: 987007298430405171
- Nederlandse Thesaurus van Auteursnamen: 069763259
- SNAC: w62c0vpj
- Système universitaire de documentation: 144836254
- Trove: 1172947
- Virtual International Authority File: 55214712
- WorldCat: E39PBJwhtJrvFB4vTjVTKbDXh3